# Republikflucht
Republikflucht, "fuga de la República", era el terme per designar la gent que s'escapava de la República Democràtica Alemanya per emigrar a la part occidental de Berlín. Es considerava un acte de traïció als valors socialistes de la part oriental. La construcció del mur de Berlín i les lleis contra l'emigració van reduir el nombre de persones que creuaven la frontera, la majoria de les quals ho feia de forma il·legal. La policia berlinesa i l'exèrcit de frontera tenien ordre de disparar tots els que intentessin creuar sense permís i detenir tots aquells qui els ajudessin en el seu pla per a fer-ho. Aquesta concepció negativa contrastava amb els termes per als migrants de l'oest cap a l'est, designats com a "refugiats"